# Maiko (station balnéaire)
Pour les articles homonymes, voir Maiko.
La station balnéaire Maiko (舞子海水浴場, Maiko kaisuiyoku-jō), surnommée également Azur Maiko (アジュール舞子, Ajūru Maiko), est un centre balnéaire de la préfecture de Hyōgo, à Kōbe, sur la côte sud de l'arrondissement Tarumi. Durant l'été, cette station est très populaire. Nombreux, sont les Japonais vivant dans les environs à venir durant l'été sur ce bord de plage.

## Situation

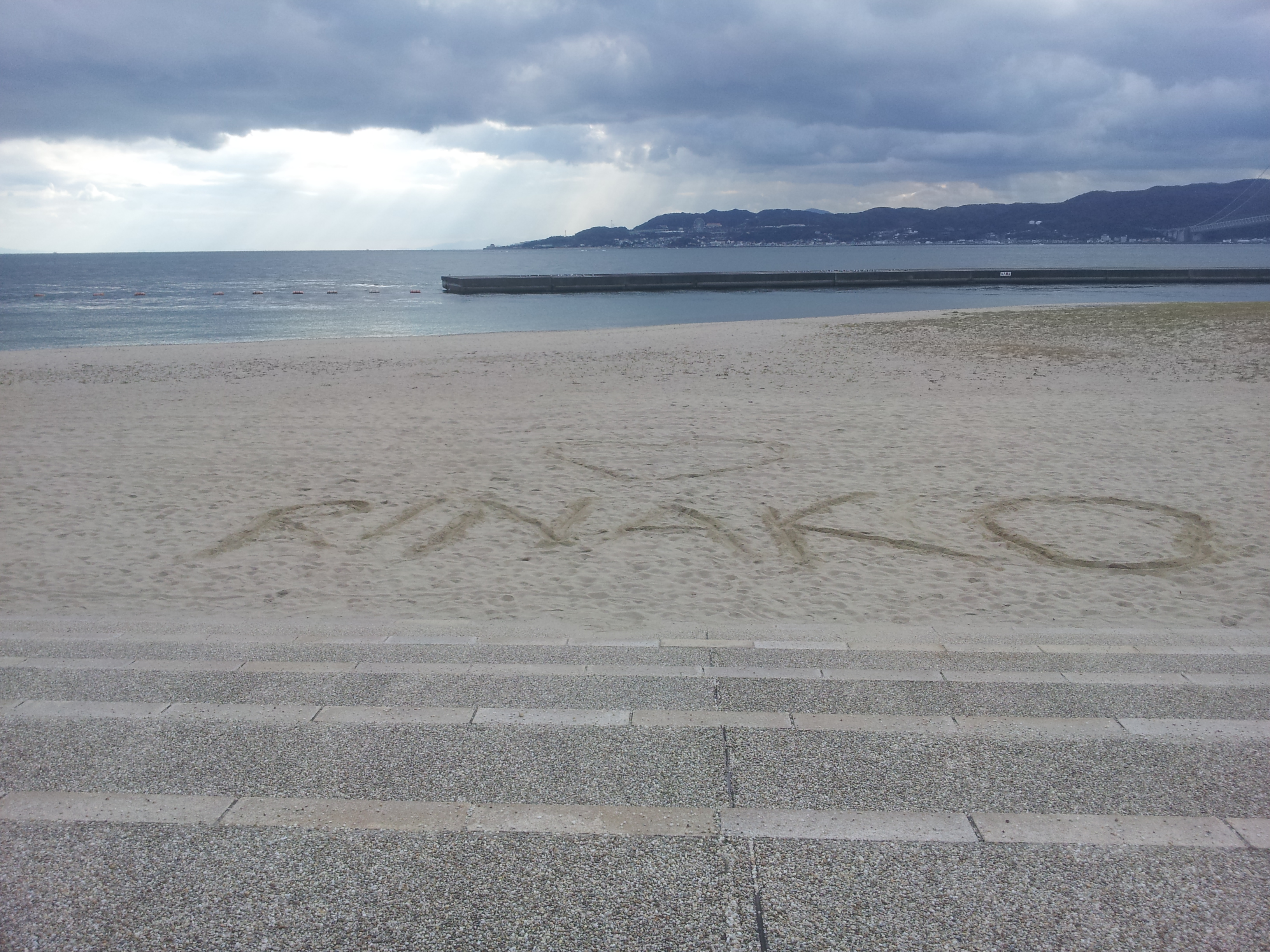
Plage de la station balnéaire Maiko. Au loin, l'ile d'Awaji

Maiko (34° 37′ 40,7″ N, 135° 02′ 25,8″ E) se trouve non loin du Pont du détroit d'Akashi, qui relie Kobe à la ville d'Awaji sur l'île portant le même nom. Se trouvent également à côté de la station un centre commercial et un parc à thème sur les poissons, la mer et l'homme, le Marinepia Kobe.
La station balnéaire a ouvert en 1998 ; elle comprend plusieurs infrastructures dont un hôtel, un espace vert, un coin de pêche, un coin pour faire des pique-niques avec barbecues. La plage contient du sable artificiel; elle est d'une longueur de 800 m et d'une largeur de 60 m.

## Accès
La station se trouve proche de plusieurs gares.
- A 7 min à pied des gares Maiko pour la ligne JR et Maiko-Kōen pour celle de Sanyo
- A 5 min de la gare Kasumigaoka (Sanyo)
- A 10 min des gares Tarumi (JR) et Sanyo Tarumi (Sanyo)

## Événement
En 2013, avait eu lieu sur cette plage, la 15eme compétition nationale du Japon de Handball sur plage

## Galerie

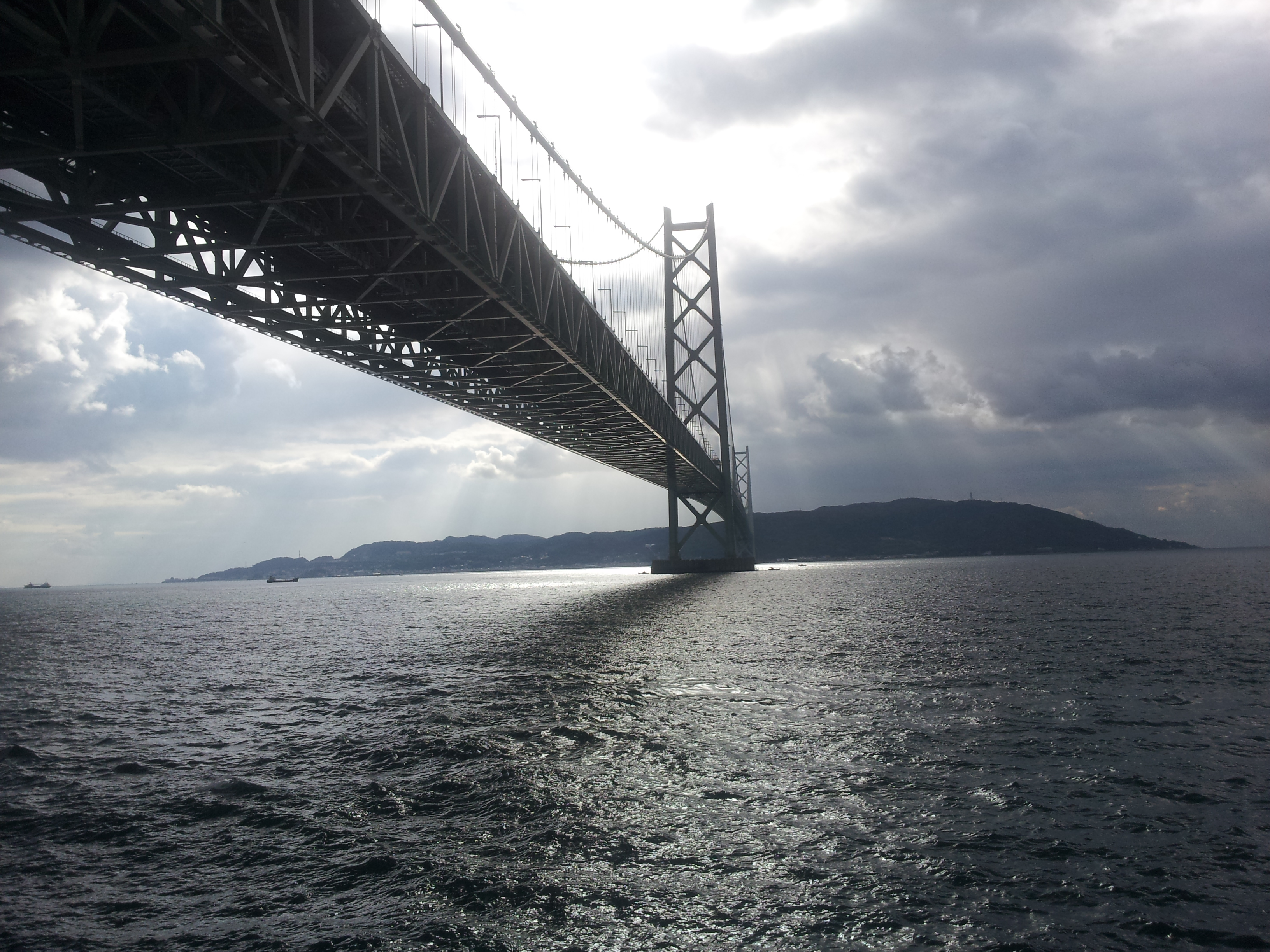
Vu du pont d'Akashi, non loin de la station balnéaire.
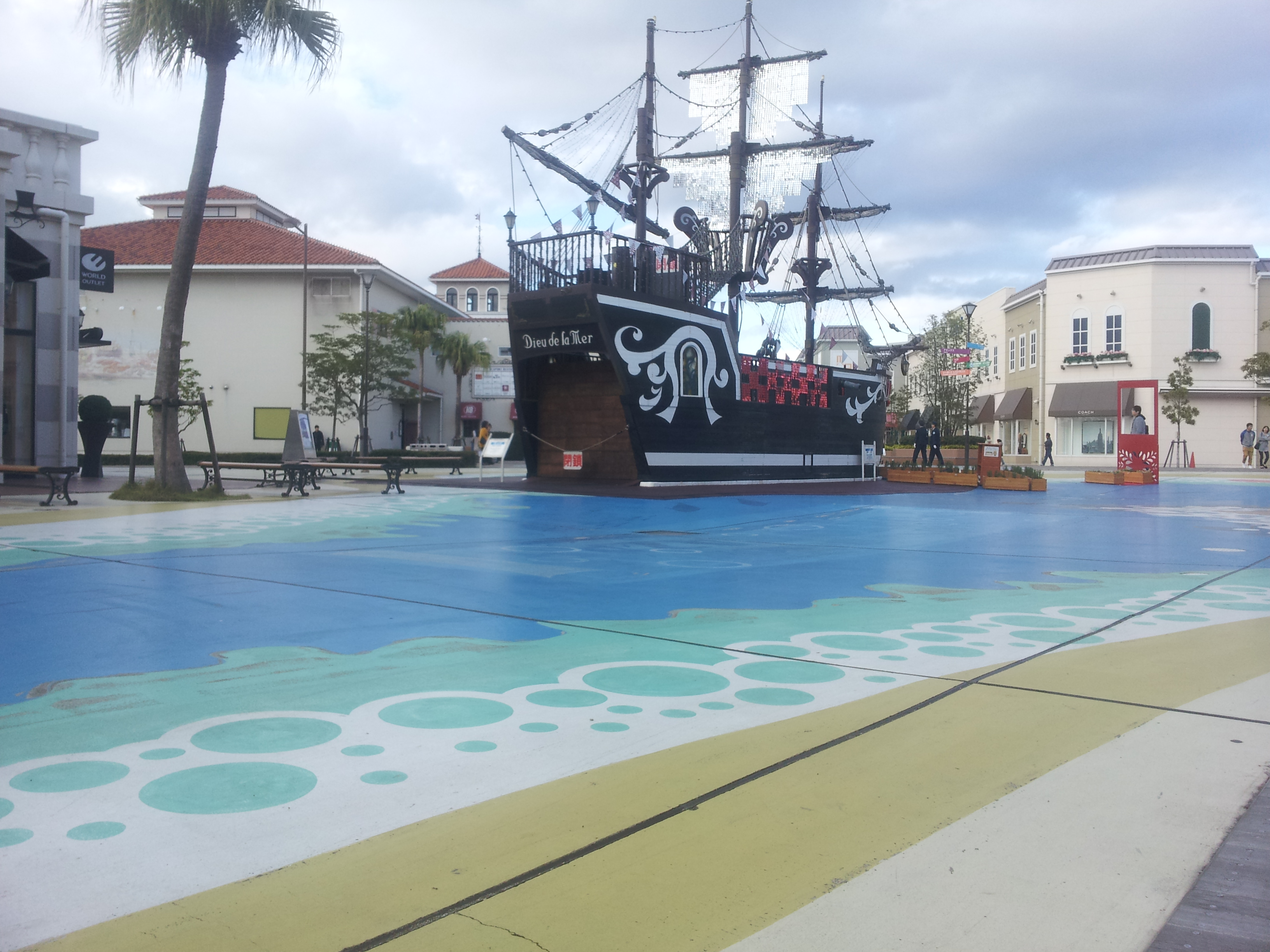
Attraction pour les enfants dans le centre de Marinepia Kobe.
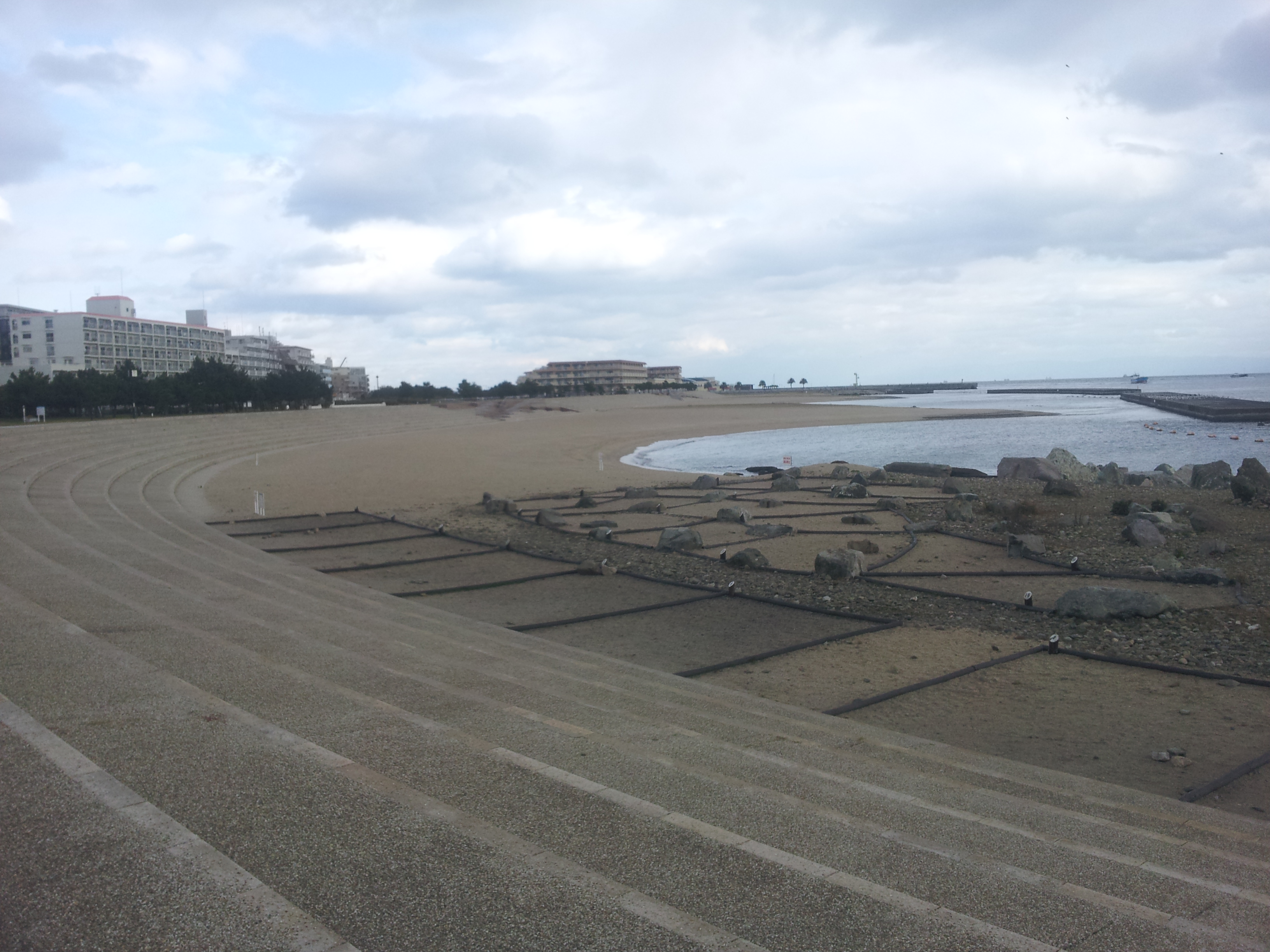
Coin réservé pour les barbecues sur la plage.